# Linognathus damarensis
Linognathus damarensis är en insektsart som beskrevs av Ledger 1971. Linognathus damarensis ingår i släktet Linognathus och familjen nötlöss. Inga underarter finns listade i Catalogue of Life.